# Melanosom
Melanosom (z gr. melas, melanos - czarny + soma - ciało), ciałka melaninowe – organella melanocytów zawierające i produkujące melaninę. Melanosomy gromadzone są w cytoplazmie i przekazywane są do komórek warstwy kolczystej.
Melanosomy układają się w formie parasola nad jądrami komórek warstwy kolczystej, chroniąc zawarty w nich DNA przed uszkadzającym wpływem promieniowania ultrafioletowego. Przy wzmożonej ekspozycji na ultrafiolet melanocyty nasilają produkcję melaniny i wzrasta jej ilość w naskórku.
Wyróżnia się trzy typy melanosomów:
- feomelanosomy – okrągłe, bardzo wrażliwe na promieniowanie UV, są odpowiedzialne za czerwony i żółty kolor skóry
- eumelanosomy – blaszkowato-eliptyczne, mniej wrażliwe na promieniowanie ultrafioletowe, są odpowiedzialne za brązowy kolor skóry
- eumelanosomy (HCl) – najmniej wrażliwe na działanie promieniowania ultrafioletowego, są odpowiedzialne za czarny kolor skóry (w tym także za wszelkiego rodzaju znamiona).